# Frunzeasca
Frunzeasca – wieś w Rumunii, w okręgu Gałacz, w gminie Munteni. W 2011 roku liczyła 286 mieszkańców.